# Eratoneura cera
Eratoneura cera är en insektsart som först beskrevs av Hepner 1966.  Eratoneura cera ingår i släktet Eratoneura och familjen dvärgstritar. Inga underarter finns listade i Catalogue of Life.